# Stuhlmannia moavi
Stuhlmannia es un género monotípico de plantas con flores perteneciente a la familia Fabaceae. Su única especie: Stuhlmannia moavi, es originaria de Tanzania.

## Descripción
Es un árbol que alcanza un tamaño de 7.5-9 m de altura, al parecer de hoja perenne.

## Ecología
Árbol de hoja perenne se encuentra en los bosques secos y bosques ribereños; a una altitud de 15-150 metros en Tanzania.

## Taxonomía
Stuhlmannia moavi fue descrita por Paul Hermann Wilhelm Taubert y publicado en Die Pflanzenwelt Ost-Afrikas C 201. 1895.